# Distrito de Kilinochchi
Kilinochchi (en tamil: கிளிநொச்சி மாவட்டம்) es un distrito de Sri Lanka en la provincia Norte. Código ISO: LK.KL.
Comprende una superficie de 1 279 km².
El centro administrativo es la ciudad de Kilinochchi.

## Demografía
Según estimación 2010 contaba con una población total de 156 000 habitantes, de los cuales 77 000 eran mujeres y 79 000 varones.